# ロボット8ちゃん (曲)
「ロボット8ちゃん」（ロボットはっちゃん）は、猪俣裕子、並びに斉藤晴彦によるシングル。1981年10月25日に日本コロムビアから発売された（CK-631）。

## 解説
表題曲「ロボット8ちゃん」は、同名テレビドラマ（特撮番組）『ロボット8ちゃん』の前期オープニングテーマとして使用された（第15話まで）。
カップリングには、斉藤晴彦が歌う同作前期エンディングテーマ「赤い夕陽のバラバラマン」が収録されている。
作曲を担当した小林亜星は、『ロボット110番』オープニングテーマ「ロボットガンちゃん110番」など多くの特撮作品の楽曲を作曲しているが、自身の息子である小林朝夫の出演した『太陽戦隊サンバルカン』の作曲には関わっておらず、『サンバルカン』の同年の特撮作品である本作の楽曲を作曲している。
エンディングテーマの作詞は八手三郎名義だが、実際に作詞したのは後に不思議コメディシリーズのメイン脚本家となる浦沢義雄である。

## 収録曲
（全作曲：小林亜星、全編曲：いちひさし）
1. ロボット8ちゃん
作詞：石ノ森章太郎、歌：猪俣裕子
  - 特撮テレビドラマ『ロボット8ちゃん』オープニングテーマ。
2. 赤い夕陽のバラバラマン
作詞：八手三郎、歌：斉藤晴彦
  - 特撮テレビドラマ『ロボット8ちゃん』エンディングテーマ